# Роберт Бентлі
Роберт Джуліан Бентлі (англ. Robert Julian Bentley; нар. 3 лютого 1943, Коламбіана, Алабама) — американський політик, губернатор штата Алабама у 2011—2017 роках. Член Республіканської партії.
У 1968 році закінчив медичний факультет Університету Алабами, а потім служив у ВПС США. Після довгої кар'єри як дерматолога, Бентлі вирішив приєднатися до державної політики. Член Палати представників Алабами з 2002 по 2010, на виборах губернатора у 2010 році переміг демократа Рона Спаркса.